# Морська архаїчна культура
Морська архаїчна культура — північноамериканський археологічний культурний комплекс пізнього архаїчного періоду північноамериканської хронології, що існував уздовж узбережжя Ньюфаундленду, у канадських приморських провінціях і у Північній Новій Англії. Морська архаїчна культура виникла близько 7000 до Р. Х. і існувала до XVIII століття. Люди даної культури були мисливцями на морських ссавців у Заполяр'ї; для полювання вони використовували дерев'яні човни. Стоянки морської архаїчної культури розкидані на величезній території: південною межею був штат Мен, а північною — Лабрадор. В їх поселеннях виявлені довгі будинки, а також тимчасові (сезонні) будинки, як дах на яких використовували човни. Вони торгували, долаючи великі відстані, на що вказують знахідки білого каменю (сланцю) з Північного Лабрадору південніше, у штаті Мен.
Морська архаїчна культура є одним з декількох культурних комплексів архаїчного періоду північноамериканської хронології. Раніше вважалося, що прямими нащадками даної культури були беотуки Ньюфаундленду, які зникли в XIX столітті через хвороби, принесених європейцями, а також конфліктів з сусідами. Проте археогенетічні дослідження показали, що жителі морської архаїчної культури не мали нічого спільного ні з ескімосами, ні з беотуками, які пізніше заселили місця їх проживання через зміну кліматичних умов.
До складу морського архаїчного комплексу, можливо, входять також поховання «культури червоної охри» по всьому північному сходу США. Вони, можливо, є останнім етапом морської архаїчної культури, оскільки містять безліч артефактів з білого каменю, також характерні для інших пам'ятників морської архаїчної культури. На початок ХХІ сторіччя це питання є предметом дискусій.
Якщо допустити зв'язок культури червоної охри з МАК, тоді найвідомішим пам'ятником морської архаїчної культури є некрополь в Ньюфаундленді в Порт-о-Шуа, де виявлено не менше 100 могил, засипаних червоною охрою. У похованнях багато артефактів, в тому числі зазубрені стріли з кістки, кинджали з моржової кістки або оленячих рогів; гарпуни; одяг, вишита бісером; похоронний костюм, зроблений з понад 200 шкур нині вимерлої безкрилої гагарки. Ці знахідки вказували на наявність стратифікованого суспільства з торгівлею і певним рівнем соціальної складності.